# Omloop Nieuwsblad femenino
El Omloop Nieuwsblad femenino es una carrera ciclista femenina de un día que se disputa en la región de Flandes en Bélgica con salida en la ciudad de Gante y llegada en la localidad de Ninove. Es la versión femenina del Omloop Nieuwsblad masculino.
Su primera edición se corrió en 2006 haciendo parte del Calendario UCI Femenino como carrera de categoría 1.2 (última categoría del profesionalismo) y a partir de 2016 pasó a ser una carrera categoría 1.1. 
Tiene unos 125 km de trazado, unos 80 km menos que su homónima masculina aunque con similares características.

## Palmarés
| Año                   | Ganador              | Segundo           | Tercero                   |
| --------------------- | -------------------- | ----------------- | ------------------------- |
| Omloop Het Volk       |                      |                   |                           |
| 2006                  | Suzanne de Goede     | Mirjam Melchers   | Tanja Schmidt-Hennes      |
| 2007                  | Mie Bekker Lacota    | Monica Holler     | Jaccolien Wallaard        |
| 2008                  | Kirsten Wild         | Angela Hennig     | Emma Johansson            |
| Omloop Het Nieuwsblad |                      |                   |                           |
| 2009                  | Suzanne de Goede     | Noemi Cantele     | Kelly Druyts              |
| 2010                  | Emma Johansson       | Liesbet de Vocht  | Grace Verbeke             |
| 2011                  | Emma Johansson       | Andrea Bosman     | Chantal Blaak             |
| 2012                  | Loes Gunnewijk       | Ellen van Dijk    | Trixi Worrack             |
| 2013                  | Tiffany Cromwell     | Megan Guarnier    | Emma Johansson            |
| 2014                  | Amy Pieters          | Emma Johansson    | Lizzie Armitstead         |
| 2015                  | Anna van der Breggen | Ellen van Dijk    | Lizzie Armitstead         |
| 2016                  | Lizzie Armitstead    | Chantal Blaak     | Tiffany Cromwell          |
| 2017                  | Lucinda Brand        | Chantal Blaak     | Annemiek van Vleuten      |
| 2018                  | Christina Siggaard   | Alexis Ryan       | Maria Giulia Confalonieri |
| 2019                  | Chantal Blaak        | Marta Bastianelli | Jip van den Bos           |
| 2020                  | Annemiek van Vleuten | Marta Bastianelli | Floortje Mackaij          |
| 2021                  | Anna van der Breggen | Emma Norsgaard    | Amy Pieters               |
| 2022                  | Annemiek van Vleuten | Demi Vollering    | Lorena Wiebes             |
| 2023                  | Lotte Kopecky        | Lorena Wiebes     | Marta Bastianelli         |
| 2024                  | Marianne Vos         | Lotte Kopecky     | Elisa Longo Borghini      |
| Omloop Nieuwsblad     |                      |                   |                           |
| 2025                  | Lotte Claes          | Aurela Nerlo      | Demi Vollering            |

## Palmarés por países
| País         | Victorias |
| ------------ | --------- |
| Países Bajos | 12        |
| Suecia       | 2         |
| Dinamarca    | 2         |
| Bélgica      | 2         |
| Australia    | 1         |
| Reino Unido  | 1         |